# منتخب كندا لكرة القاعدة
منتخب كندا الوطني لكرة القاعدة هو الفريق الذي يمثل كندا في المنافسات الدولية لرياضة كرة القاعدة يعتبر من أقوى منتخبات العالم في هذه الرياضة حيث تمكن من تحقيق المركز الثالث بكأس العالم لكرة القاعدة مرتين كما تمكن من تحقيق الميدالية الذهبية للألعاب الأمريكية مرتين ويحتل حالياً المركز السابع في التصنيف العالمي لمنتخبات كرة القاعدة الوطنية  ويقوم إتحاد كندا لكرة القاعدة بإدارة شؤونه.